# Thecla sichaeus
Thecla sichaeus är en fjärilsart som beskrevs av Pieter Cramer 1779. Thecla sichaeus ingår i släktet Thecla och familjen juvelvingar. Inga underarter finns listade i Catalogue of Life.